# Sindromul Dandy-Walker

Sindromul Dandy-Walker.

Sindromul Dandy-Walker sau malformația Dandy-Walker este o malformație congenitală rară (1 caz la 100.000 nașteri) care implică cerebelul și ventriculul al patrulea. Malformația Dandy-Walker se caracterizează prin agenezia sau hipoplazia vermisului cerebelos, dilatarea chistică a ventriculului al patrulea și lărgirea fosei craniene posterioară. Aproximativ 70-90% dintre pacienți au hidrocefalie. Malformația Dandy-Walker poate fi asociată cu atrezia orificiului Magendie și, eventual, a orificiului Luschka.